# Oliver Himmler
Oliver Himmler (* in Neumarkt in der Oberpfalz) ist ein deutscher Wirtschaftswissenschaftler und Hochschullehrer.

## Leben
Himmler stammt aus Unterrohrenstadt bei Berg bei Neumarkt in der Oberpfalz. Er wurde 2004 wissenschaftlicher Mitarbeiter an der Universität Göttingen und dort 2009 mit der Dissertation Institutions, incentives and local policies: evidence from education and media markets bei Robert Schwager und Thiess Büttner promoviert. Seine Dissertation wurde 2010 in Göttingen mit dem „Florenz Sartorius-Preis“ ausgezeichnet. Danach war er von 2010 bis 2016 Postdoktorand am Max-Planck-Institut zur Erforschung von Gemeinschaftsgütern in Bonn und in dieser Zeit 2012/2013 Gastwissenschaftler an der University of California, San Diego.
Himmler folgte 2018 einem Ruf als Professor auf den Lehrstuhl für Wirtschaftswissenschaften mit den Schwerpunkten Wirtschaftspolitik und Finanzwissenschaft an die Staatswissenschaftliche Fakultät der Universität Erfurt. Daneben ist er seit 2016 Gastwissenschaftler am Bonner Max-Planck-Institut zur Erforschung von Gemeinschaftsgütern.

## Schriften (Auswahl)
- mit Thomas Cornelißen und Tobias Koenig: Fairness spillovers - the case of taxation, Bonn 2012.
- mit Robert Schwager: Double Standards in Educational Standards – Are Disadvantaged Students Being Graded More Leniently?. Mannheim 2007.
- mit Christian Bruns: It's the media, stupid - how media activity shapes public spending. München 2008.
- The effects of school competition on academic achievement and grading standards. München 2009
- Institutions, incentives and local policies. Evidence from education and media markets. Göttingen 2009 (Dissertation).